# Hel·landita-(Ce)
La hel·landita-(Ce) és un mineral de la classe dels silicats, que pertany al grup de la hel·landita. Rep el nom per Amund Theodor Helland (11 d'octubre de 1846 - 15 de novembre de 1918), professor de geologia i geografia a la Royal Frederick University.

## Característiques
La hel·landita-(Ce) és un silicat de fórmula química (Ca,REE)₄Ce₂Al□₂(B₄Si₄O22) (OH)₂. Va ser aprovada com a espècie vàlida per l'Associació Mineralògica Internacional l'any 2001. Cristal·litza en el sistema monoclínic.
Segons la classificació de Nickel-Strunz, la hel·landita-(Ce) pertany a «09.DK - Inosilicats amb 5 cadenes senzilles periòdiques» juntament amb els següents minerals: babingtonita, litiomarsturita, manganbabingtonita, marsturita, nambulita, natronambulita, rodonita, escandiobabingtonita, fowlerita, santaclaraïta, saneroïta, hellandita-(Y), tadzhikita-(Ce), mottanaïta-(Ce) i ciprianiïta.

## Formació i jaciments
Va ser descoberta a Campo Padella, al municipi de Capranica, dins la província de Viterbo (Laci, Itàlia). També ha estat descrita en altres indrets propers de la mateixa província de Viterbo, a la ciutat metropolitana de Roma capital i a l'estat nord-americà d'Utah.